# Bitwa o Wrota Perskie
Bitwa o Wrota Perskie – starcie zbrojne, które miało miejsce w roku 330 p.n.e.
Po bitwie pod Gaugamelą i odpoczynku w Babilonie wojska Aleksandra skierowały się ku Suzie, a po jej zajęciu pokonały plemię Uksjów i ruszyły na Persepolis. Przekraczając góry Zagros Aleksander natknął się na opór Persów pod wodzą Ariobardzanesa, którzy zablokowali wąski przesmyk między górami. Bronili oni wału biegnącego w poprzek wąwozu. Pierwszy szturm Macedończyków zakończył się ich wysokimi stratami.  Ukształtowanie terenu oraz wał stanowiły doskonałą ochronę wojsk perskich. Aleksandrowi pomógł wówczas wzięty do niewoli miejscowy pasterz, który wskazał Macedończykom górską, wąską drogę do wąwozu z drugiej strony wału. Po zachodniej stronie muru pozostał Krateros z 500 konnych i dwoma taxeis falangi, którego wojska miały rozpalić jak najwięcej ognisk dla zmylenia przeciwnika. Aleksander zaś na czele części sił: taxis Perdikkasa, lekkozbrojnych łuczników, Agrian oraz hypaspistów pomaszerował wraz z przewodnikiem na tyły Persów. Wydzielono też trzytysięczny oddział pod dowództwem Ptolemeusza.
Przeprawa przez góry trwała jeden dzień i dwie noce. Po niej Aleksander rozbił dwie straże Persów, którzy w większości zginęli, a jedynie nielicznym udało się uciec. Następnie, na umówiony wcześniej znak – głos trąb – rozpoczął się atak Macedończyków. Aleksander zaatakował obóz perski, natomiast Krateros i Ptolemeusz natarli na wał. Pomimo zaskoczenia, Persowie stawili opór. Zostali jednak rozbici przez siły macedońskie. Ariobardzanes wraz z garstką jeźdźców zdołał wydostać się z okrążenia. Po tym zwycięstwie armia Aleksandra wkroczyła do Persepolis, gdzie zajęła skarbiec królewski, a następnie podjęła pościg za uciekającym Dariuszem III.